# 시카마역
시카마역(일본어: 飾磨駅, しかまえき)은 일본 효고현 히메지시 시카마 구에 있는 산요 전기철도의 역이다. 역 번호는 SY 40이다. 모든 열차가 정차한다.

## 이용 가능 철도 노선
- 산요 전기철도
  - 본선
  - 아보시 선

## 역 구조
빗형 2면 3선 구조의 지상역이다.
외측 2선(1,3번 선)은 본선의 열차, 양쪽 플랫폼 사이 내측 1선(2번 선)은 아보시 선의 원맨 열차가 입선한다. 이 열차가 발착하는 2번 선의 고베 방향은 차막이가 되어 있다. 승강장의 동쪽 끝에 "산요 소바"가 있다. 역사(개찰구)는 본선 하행선 남쪽의 히메지 방향에 있어 승강장은 과선교로 연결된다.
과거에는 빗형 2면 4선의 구조였고 승강장 서쪽 끝에 구내 건널목이 있었다. 1번 선의 반대쪽인 2번 선에서 아보시 선이 히메지 방향으로 다시 직통하고 본선 고베 방면의 4번 선(현재의 3번 선) 반대쪽에 있던 옛 3번 선(현재의 2번 선)부터는 히메지의 아보시 선 전철이 아보시 방향으로 꺾여져 있었다. 현 2번 선은 옛 2,3번 선을 확장한 것으로 양쪽 플랫폼은 이전보다 다소 넓어졌다. 또한, 이 시기까지 빗형 승강장의 두단부("산요 소바" 옆)에는 동쪽 출입구가 있었다. 과선교 부근에서 동쪽을 바라보면 당시의 분위기를 조금 엿볼 수 있다. 게다가, 1번 선에 도착했던 6량 편성의 하행 열차는 뒤 2량만 도어 컷을 하고 있었다.

### 승강장
| 1 | ■ 본선(하행) | 히메지 행                     |
| 2 | ■ 아보시 선  | 아보시 행                     |
| 3 | ■ 본선(상행) | 아카시・산노미야・오사카 방면 |

- 영업 열차에서의 설정은 없지만, 1번 선에서 아카시 방면으로의 전환도 가능하다.
- 1번 선은 아보시 방면(아보시 선), 2번 선은 히메지 방면(본선)의 출발도 가능하다.
- 히메지 방면(본선)은 2・3번 선의 양측에 입선이 가능하다.

## 역 주변
히메지 시 남부 지역의 중심 시가지로, 주로 역 남쪽의 국도 제250호선 부근에 공공 시설이나 대형 상점 등이 늘어서 있다.
본 역에서 서쪽으로 700m 거리에는, 1986년 11월 1일에 폐지된 국철 반탄 선(시카마코 선)의 시카마 역이 과거에 존재했다. 다만, 시카마코 선의 수가 적은 것도 있고 연결 기능을 전혀 하지 않았다.
- 산요 전기철도 시카마 차고 - 산요히메지 방향, 본선과 아보시 선 사이.
- 에비스노미야텐만구 신사
- 하마노미야텐만구
- 효고 현 시카마 경찰서
- 히메지 시청 시카마 지소・히메지 시 미나미 보건 센터
- 히메지 시립 도서관 시카마 분관
- 히메지 시립 시카마 시민 센터
- 히메지 미나미 우체국
- 시카마 시미즈 우체국
- 효고 현립 시카마 공업 고등학교
- 효고 현립 히메지 산업기술 고등학교
- 히메지 시립 시카마 초등학교
- 히메지 시립 시카마 중부 중학교
- 이온 몰 히메지 리버시티(이온 히메지 리버시티점)
- 다이코쿠텐 물산 히메지 미나미점
- 마루아이 시카마점
- 하마데 녹지
- 미쓰이 스미토모 은행 시카마 지점
- 미나토 은행 시카마 지점
- 히메지 신용 금고 시카마 지점
- 효고 신용 금고 시카마 지점
- 국도 제436호선
- 히메지 항(시카마 부두, 이에시마 제도행 기선・쇼도섬 행 페리 승강장)

## 역사
- 1923년 8월 19일: 고베히메지 전기철도의 개통과 동시에 시카마마치역으로 영업 개시.
- 1924년 1월 16일: 전철 시카마 역으로 역명 변경.
- 1927년 4월 1일: 우지가와 전기에 의한 합병으로 본 회사의 역이 됨.
- 1930년 10월 1일: 역 구내에 시카마 차고 개설.
- 1933년 6월 6일: 우지가와 전기 철도 부문이 분리되어 산요 전기철도의 역이 됨.
- 1934년 9월 18일: 특급 정차역이 됨.
- 1940년 10월 15일: 아보시 선 개업.
- 1944년 4월 20일: 특급 운행 중지.
- 1948년 3월 1일: 전후에 재설정된 급행 정차역이 됨(급행은 1984년에 설정 소멸).
- 1949년 4월 15일: 특급 설정 부활, 다시 정차역이 됨.
- 1991년 4월 7일: 시카마역으로 역명 변경과 동시에 아보시 선 열차의 본선 직통이 폐지됨.

## 사진

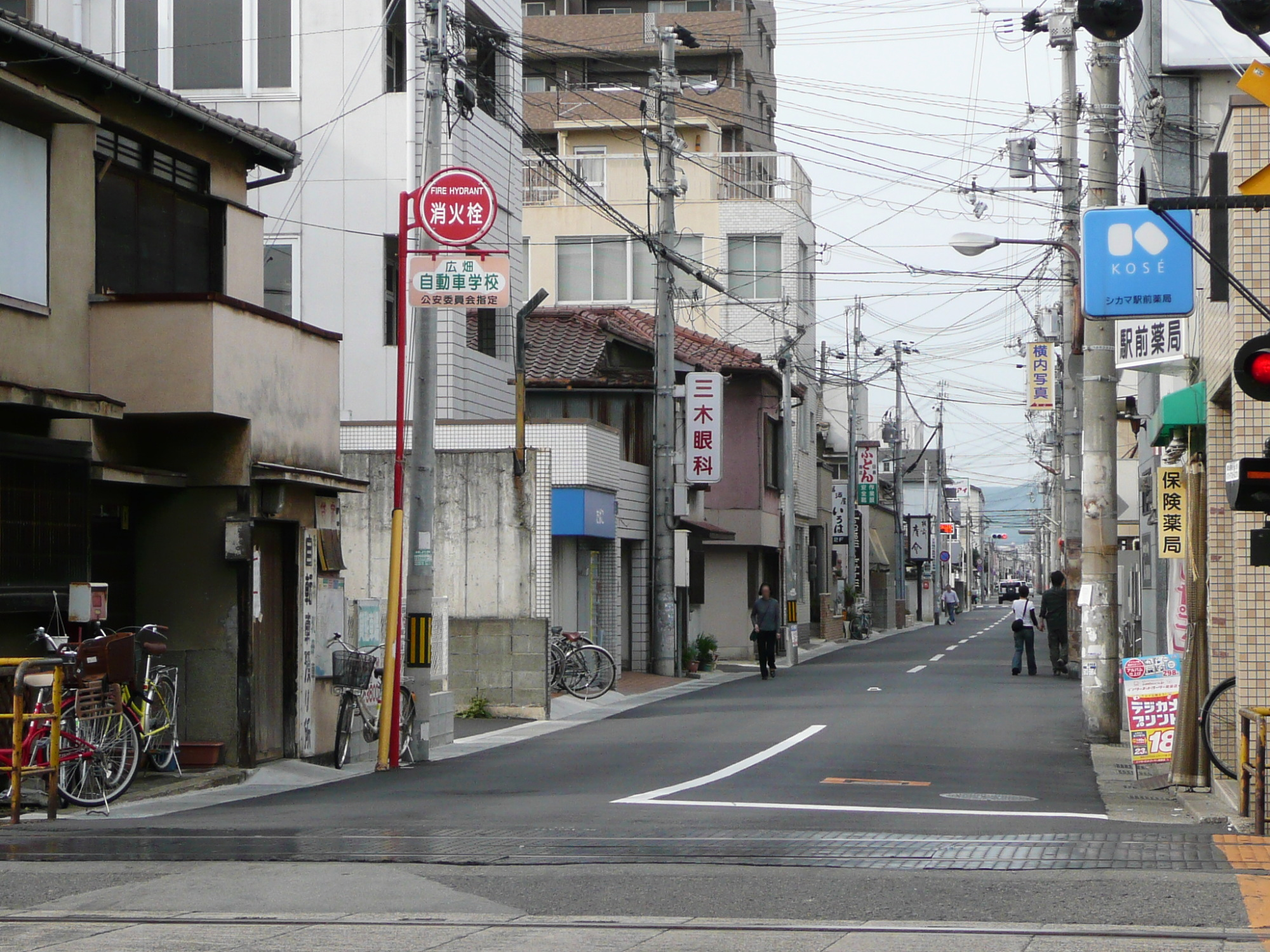
역전 북쪽
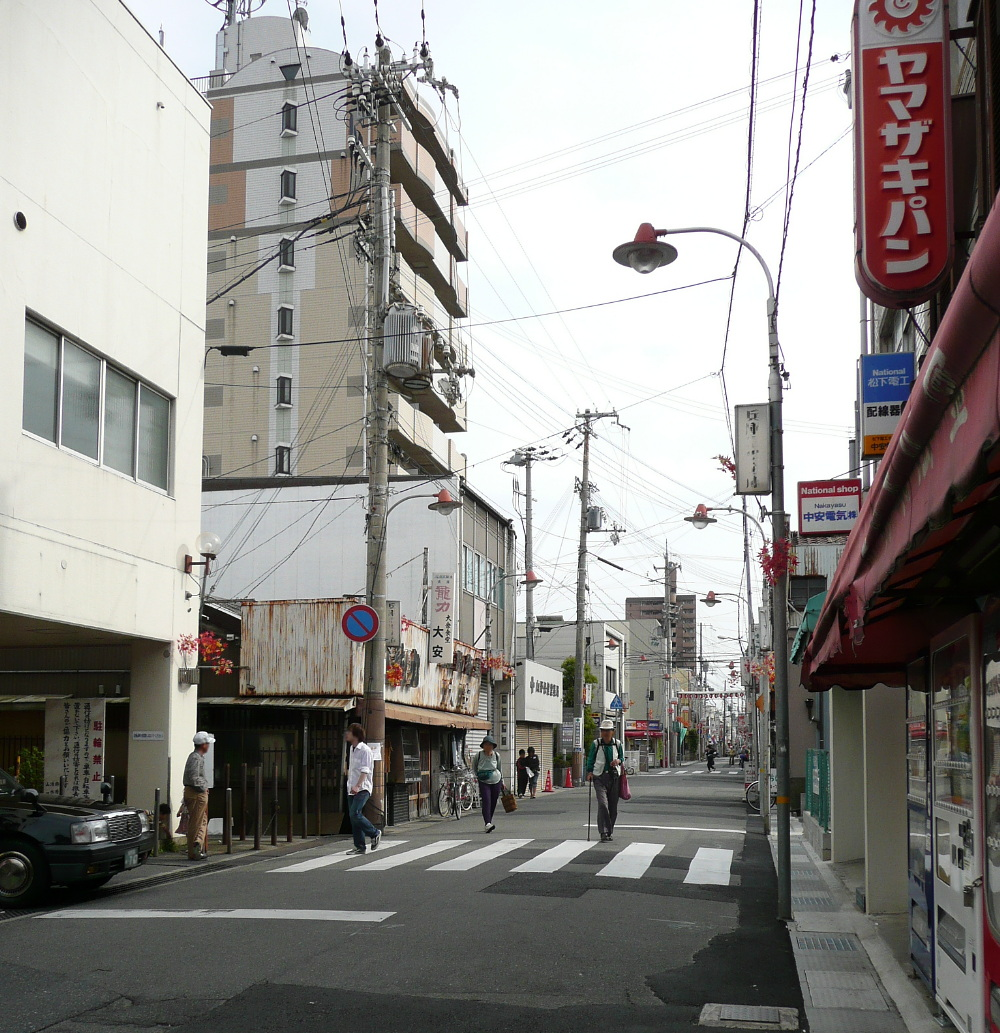
역전 남쪽
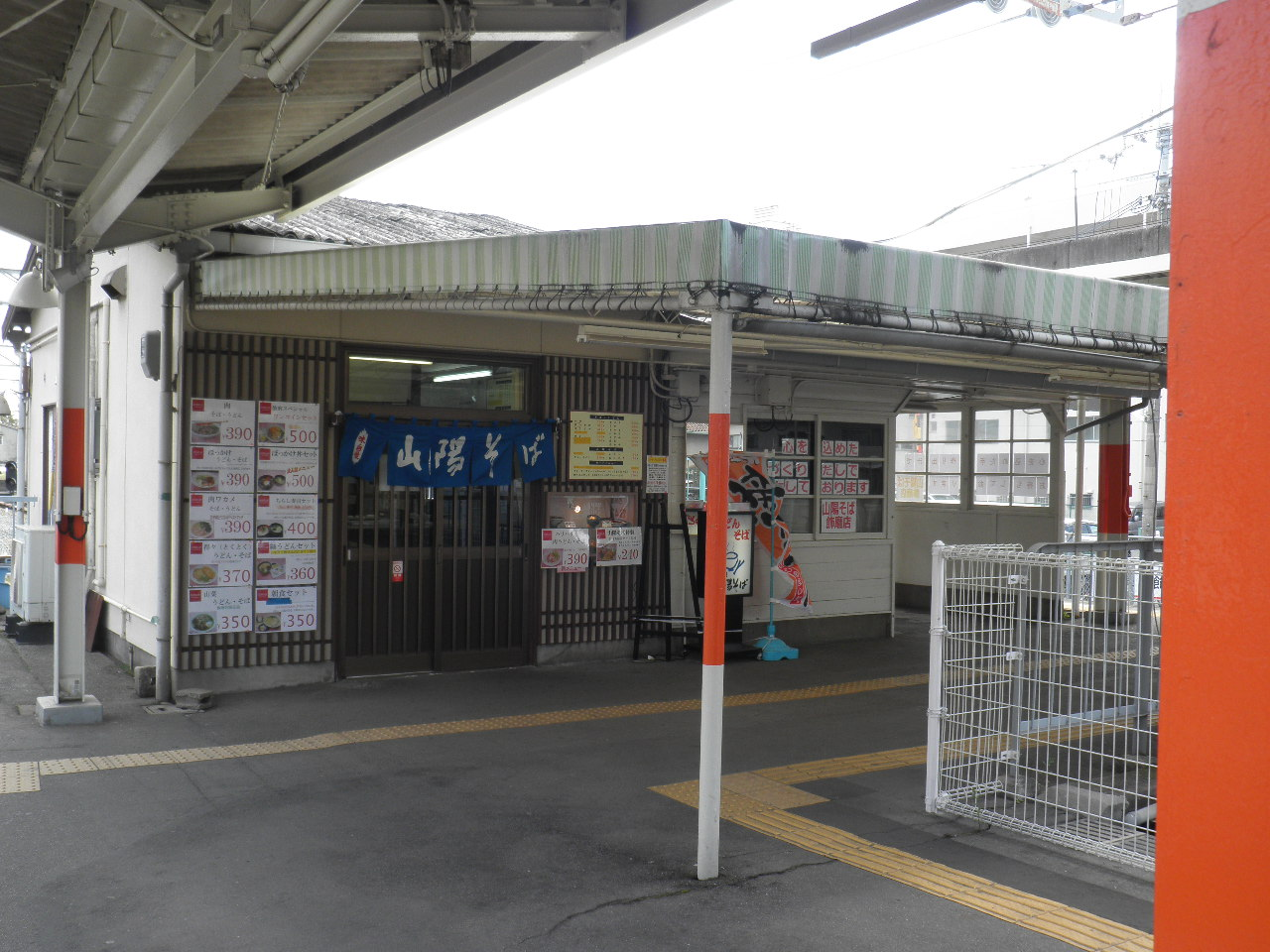
산요 소바 시카마 점(역 구내)

## 인접역
| 산요 전기철도 ■ 본선                             | 산요 전기철도 ■ 본선 | 산요 전기철도 ■ 본선             |
| ------------------------------------------------ | -------------------- | -------------------------------- |
| SY 35 오시오 오사카우메다・니시다이 방면         | ■ 특급 ■ 직통특급    | 산요히메지 SY 43 산요히메지 방면 |
| SY 38 시라하마노미야 오사카우메다・니시다이 방면 | ■ 직통특급(러시아워) | 산요히메지 SY 43 산요히메지 방면 |
| SY 39 메가 오사카우메다・니시다이 방면           | ■ S특급 ■ 보통       | 가메야마 SY 41 산요히메지 방면   |
| 산요 전기철도 ■ 아보시 선                        |                      |                                  |
| 시·종착역                                        |                      | 니시시카마 SY 51 산요아보시 방면 |